# Państwa członkowskie Wspólnoty Niepodległych Państw

Państwa członkowskie WNP

Państwa członkowskie Wspólnoty Niepodległych Państw – kraje byłego ZSRR uczestniczące w regionalnym ugrupowaniu integracyjnym. Państwami założycielskimi były Rosja, Białoruś i Ukraina, których prezydenci (odpowiednio – Borys Jelcyn, Stanisław Szuszkiewicz oraz Leonid Krawczuk) 8 grudnia 1991 podpisali układ białowieski. Na mocy protokołu z Ałma-Aty z 21 grudnia 1991 do WNP dołączyło jeszcze osiem państw: Armenia, Azerbejdżan, Kazachstan, Kirgistan, Mołdawia, Tadżykistan, Turkmenistan i Uzbekistan. 9 grudnia 1993 WNP poszerzono o Gruzję, jednak kraj ten opuścił ugrupowanie 18 sierpnia 2009 roku. Ukraina opuściła organizację na mocy dekretu prezydenta Petra Poroszenki z dnia 19 maja 2018 roku. Obecnie WNP liczy zatem 10 państw. Szczególny jest jednak status Turkmenistanu, który nie ratyfikował dotychczas Statutu WNP. 23 lutego 2023 Mołdawia zapowiedziała wystąpienie z WNP w związku z groźbami Rosji o rychłej inwazji na Mołdawię.
Spośród postsowieckich republik członkami Wspólnoty Niepodległych Państw nie były jedynie Litwa, Łotwa i Estonia.
Statut Wspólnoty Niepodległych Państw (punkt 7) przewiduje przyznanie członkostwa każdemu państwu „podzielającemu cele i zasady Wspólnoty i przyjmuje na siebie zobowiązania statutu”. Warunkiem przystąpienia nowego państwa jest jednomyślna zgoda dotychczasowych członków. Zapis jest o tyle ważny, gdyż oznacza że WNP w sensie członkostwa wykraczać może poza obszar byłego Związku Radzieckiego. W 2008 Afganistan wystosował swoją chęć członkostwa w WNP, obecnie uczestniczy on jako obserwator w Zgromadzeniu Parlamentarnym WNP (jest to zgodne z punktem 8 Statutu WNP, który dopuszcza za zgodą Rady Głów Państw w posiedzeniach organów WNP mogą partycypować przedstawiciele innych państw w charakterze obserwatorów). W latach 90. swoją chęć członkostwa w WNP wyraziły również tzw. nieuznawane przez społeczność międzynarodową podmioty jak np. Abchazja, Krym, Czeczeńska Republika Iczkerii, Tatarstan czy Naddniestrze. W praktyce państwa członkowskie odrzuciły powyższe prośby, obawiając się nasilenia ruchów separatystycznych chcących wykorzystać członkostwo w WNP jako de facto uznanie w prawie międzynarodowym.

## Państwa członkowskie
| Państwo      | Data podpisania układu białowieskiego lub protokołu z Ałma-Aty | Data ratyfikacji układu białowieskiego lub protokołu z Ałma-Aty | Data ratyfikacji Statutu WNP | Członkostwo w OUBZ | Data wystąpienia z WNP |
| ------------ | -------------------------------------------------------------- | --------------------------------------------------------------- | ---------------------------- | ------------------ | ---------------------- |
| Armenia      | 21 grudnia 1991                                                | 18 lutego 1992                                                  | 16 marca 1994                | T                  |                        |
| Azerbejdżan  | 21 grudnia 1991                                                | 24 września 1993                                                | 14 grudnia 1993              | [ a ]              |                        |
| Białoruś     | 8 grudnia 1991                                                 | 10 grudnia 1991                                                 | 18 stycznia 1994             | [ b ]              |                        |
| Kazachstan   | 21 grudnia 1991                                                | 23 grudnia 1991                                                 | 20 kwietnia 1994             | T                  |                        |
| Kirgistan    | 21 grudnia 1991                                                | 6 marca 1992                                                    | 12 kwietnia 1994             | T                  |                        |
| Mołdawia     | 21 grudnia 1991                                                | 8 kwietnia 1994                                                 | 27 czerwca 1994              | N                  |                        |
| Rosja        | 8 grudnia 1991                                                 | 12 grudnia 1991                                                 | 20 lipca 1993                | T                  |                        |
| Tadżykistan  | 21 grudnia 1991                                                | 26 czerwca 1993                                                 | 4 sierpnia 1993              | T                  |                        |
| Turkmenistan | 21 grudnia 1991                                                | 26 grudnia 1991                                                 | –                            | N                  |                        |
| Uzbekistan   | 21 grudnia 1991                                                | 1 kwietnia 1992                                                 | 9 lutego 1994                | [ c ]              |                        |
| Ukraina      | 8 grudnia 1991                                                 | 10 grudnia 1991                                                 | –                            | N                  | 19 maja 2018           |
| Gruzja       | –                                                              | 3 grudnia 1993                                                  | 19 kwietnia 1994             | [ d ]              | 18 sierpnia 2009       |